# Хуаньцзян-Маонанський автономний повіт
24°50′00″ пн. ш. 108°15′00″ сх. д. / 24.833333333333° пн. ш. 108.25° сх. д.
Хуаньцзян-Маонанський автономний повіт (чжуан. Vanzgyangh Mauznamzcuz Swci Yen; спрощ.: 环江毛南族自治县; кит. трад.: 環江毛南族自治縣; піньїнь: Huánjiāng máonánzú Zìzhìxiàn) — автономний повіт у складі міського округу Хечи, автономного району Гуансі-Чжуан КНР.

## Клімат
У автономному повіті Хуаньцзян-Маонань домінує мусонний вологий субтропічний клімат.
| Клімат Хуаньцзян-Маонаня (1981−2010)              | Клімат Хуаньцзян-Маонаня (1981−2010) | Клімат Хуаньцзян-Маонаня (1981−2010) | Клімат Хуаньцзян-Маонаня (1981−2010) | Клімат Хуаньцзян-Маонаня (1981−2010) | Клімат Хуаньцзян-Маонаня (1981−2010) | Клімат Хуаньцзян-Маонаня (1981−2010) | Клімат Хуаньцзян-Маонаня (1981−2010) | Клімат Хуаньцзян-Маонаня (1981−2010) | Клімат Хуаньцзян-Маонаня (1981−2010) | Клімат Хуаньцзян-Маонаня (1981−2010) | Клімат Хуаньцзян-Маонаня (1981−2010) | Клімат Хуаньцзян-Маонаня (1981−2010) | Клімат Хуаньцзян-Маонаня (1981−2010) |
| Показник                                          | Січ.                                 | Лют.                                 | Бер.                                 | Квіт.                                | Трав.                                | Черв.                                | Лип.                                 | Серп.                                | Вер.                                 | Жовт.                                | Лист.                                | Груд.                                |                                      |
| Абсолютний максимум, °C                           | 27,7                                 | 31,8                                 | 34,6                                 | 37,0                                 | 36,7                                 | 36,9                                 | 38,6                                 | 39,1                                 | 38,2                                 | 35,9                                 | 31,7                                 | 29,5                                 |                                      |
| Середній максимум, °C                             | 14,4                                 | 16,1                                 | 19,8                                 | 25,2                                 | 29,                                  | 31,2                                 | 32,7                                 | 33,2                                 | 31,2                                 | 26,9                                 | 22,4                                 | 17,6                                 |                                      |
| Середня температура, °C                           | 10,3                                 | 12,4                                 | 15,8                                 | 20,9                                 | 24,5                                 | 26,8                                 | 28,0                                 | 27,8                                 | 25,6                                 | 21,4                                 | 16,7                                 | 12,0                                 |                                      |
| Середній мінімум, °C                              | 7,6                                  | 9,9                                  | 13,1                                 | 17,9                                 | 21,1                                 | 23,6                                 | 24,7                                 | 24,2                                 | 21,7                                 | 17,9                                 | 13,1                                 | 8,4                                  |                                      |
| Абсолютний мінімум, °C                            | −1,8                                 | −0,6                                 | 2,0                                  | 6,7                                  | 10,6                                 | 14,2                                 | 17,8                                 | 19,6                                 | 13,5                                 | 6,3                                  | 2,4                                  | −2,7                                 |                                      |
| Норма опадів, мм                                  | 42.0                                 | 50.0                                 | 69.4                                 | 110.4                                | 220.2                                | 269.4                                | 224.4                                | 167.2                                | 88.0                                 | 67.4                                 | 50.1                                 | 30.2                                 |                                      |
| Вологість повітря, %                              | 78                                   | 78                                   | 78                                   | 78                                   | 79                                   | 81                                   | 79                                   | 80                                   | 78                                   | 77                                   | 77                                   | 76                                   |                                      |
| ------------------------------------------------- | ------------------------------------ | ------------------------------------ | ------------------------------------ | ------------------------------------ | ------------------------------------ | ------------------------------------ | ------------------------------------ | ------------------------------------ | ------------------------------------ | ------------------------------------ | ------------------------------------ | ------------------------------------ | ------------------------------------ |
| Джерело: China Meteorological Data Service Center |                                      |                                      |                                      |                                      |                                      |                                      |                                      |                                      |                                      |                                      |                                      |                                      |                                      |

## Демографія
У 2010 році населення автономного повіту Хуаньцзян-Маонань становило 361 827 осіб. Чжуани складають 75 %, а маонань — 16,2 % населення автономного повіту.
| 1999      | 2010      |
| --------- | --------- |
| → 342 485 | ↗ 361 827 |

У часи так званого «Великого стрибка», у 1959—1960 роках, від голоду померло до 50 тисяч осіб, чверть населення автономного повіту.